# ミコー
株式会社ミコーは、岡山県津山市に本社を置く健康食品、自然食品等を扱う通信販売業の企業である。1994年に株式会社山田養蜂場の通信販売会員の声を反映し設立。

## 概要

### 沿革
- 1993年 - 山田養蜂場の通信販売会員の声を反映し、低価格の健康食品製造部門を設立、事業部とする。
- 1994年 - 現会長山田政雄が社長を退き、現社長山田英生が社長就任。サンテ株式会社として低価格健康食品事業部を法人設立する。
- 2003年 - サンテ株式会社から株式会社ミコーへ社名を変更。

## 主な取扱商品
- 特定保健用食品
- 機能性サプリ
- ビューティーサプリ
- みつばちサプリ
- ビタミンサプリ
- ミネラルサプリ
- 自然食品＆ドリンク他

## 関連企業
- 株式会社山田養蜂場
- 株式会社ヤマダビーコスメティック
- 株式会社ヤマダビーコミュニケーションズ